# Bell 429
Bell 429 är en lätt, tvåmotorig helikopter, som utvecklats av Bell Helicopter och tillverkas av Bell samt Korea Aerospace Industries, och som utvecklats från Bell 427. 
En prototyp premiärflög i februari 2007, typcertifikat utfärdades i juli 2009, och första leverans till kund skedde också i juli 2009.
Bell 429 har en fyrbladig rotor och två tvåbladiga stjärtrotorer monterade så att ljudet reduceras. Kabinutymmet är på totalt 5,78 m³. 

## Leverans till svenska Polisflyget
Avtal om inköp av sju Bell 429 ingicks i juli 2014. Helikoptrarna ska levereras 2015. Dessa helikoptrar ersätter Polisflygets hela nuvarande helikopterflotta, med undantag av den utbildningshelikopter som finns i Göteborg.

## Galleri

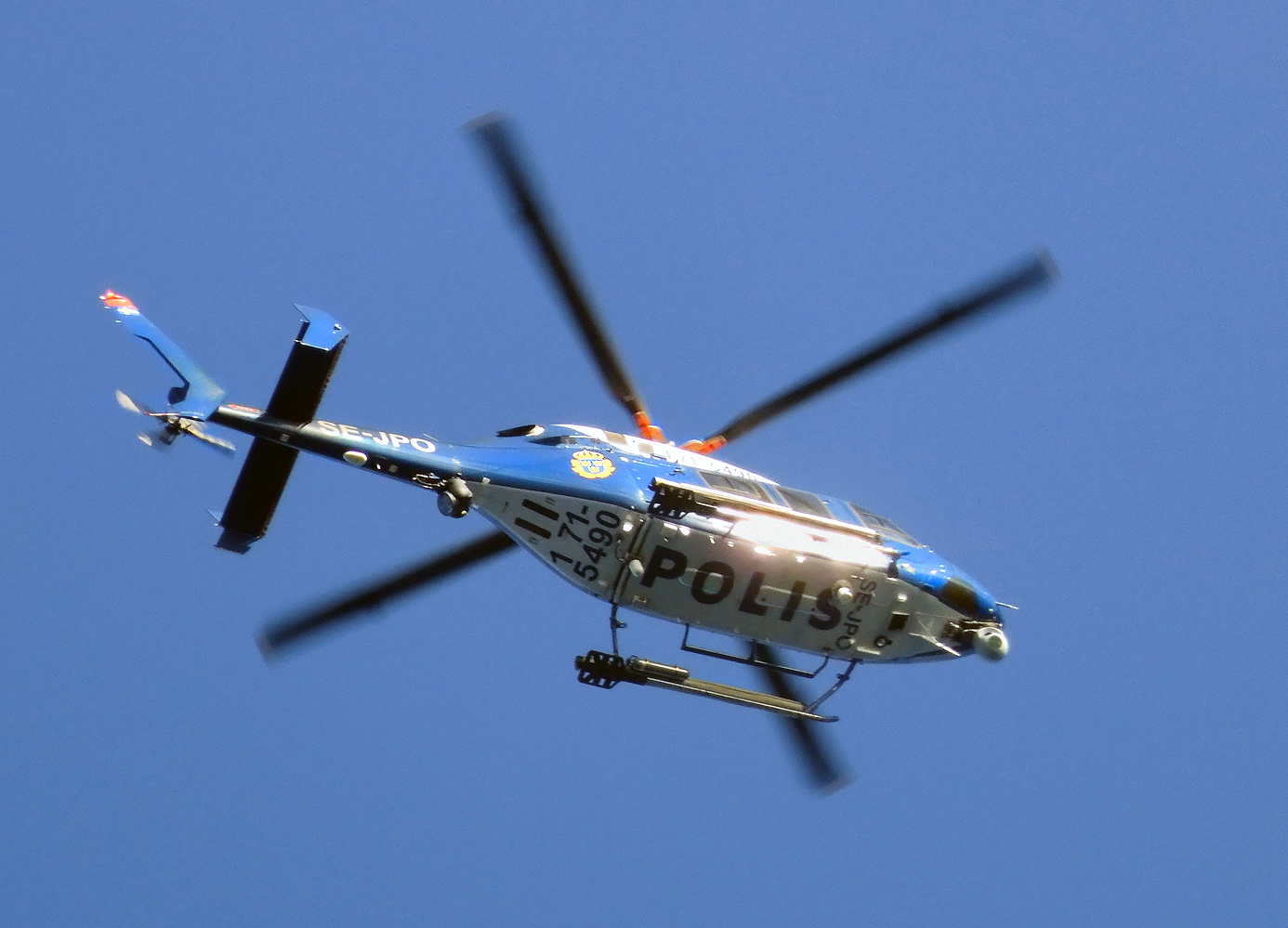
En svensk polishelikopter av typen Bell 429 över Ystad 2022.
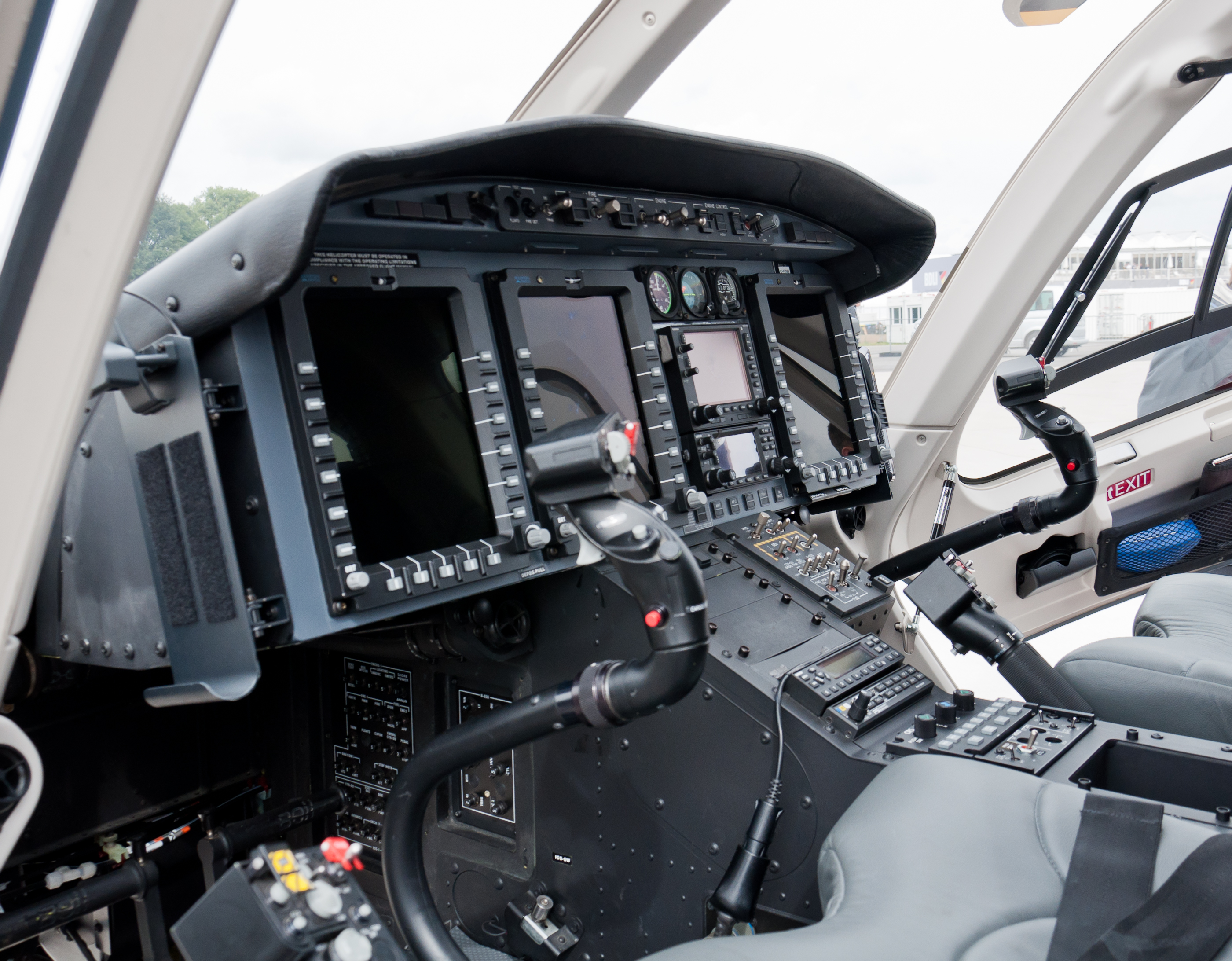
Cockpit i Bell 429.
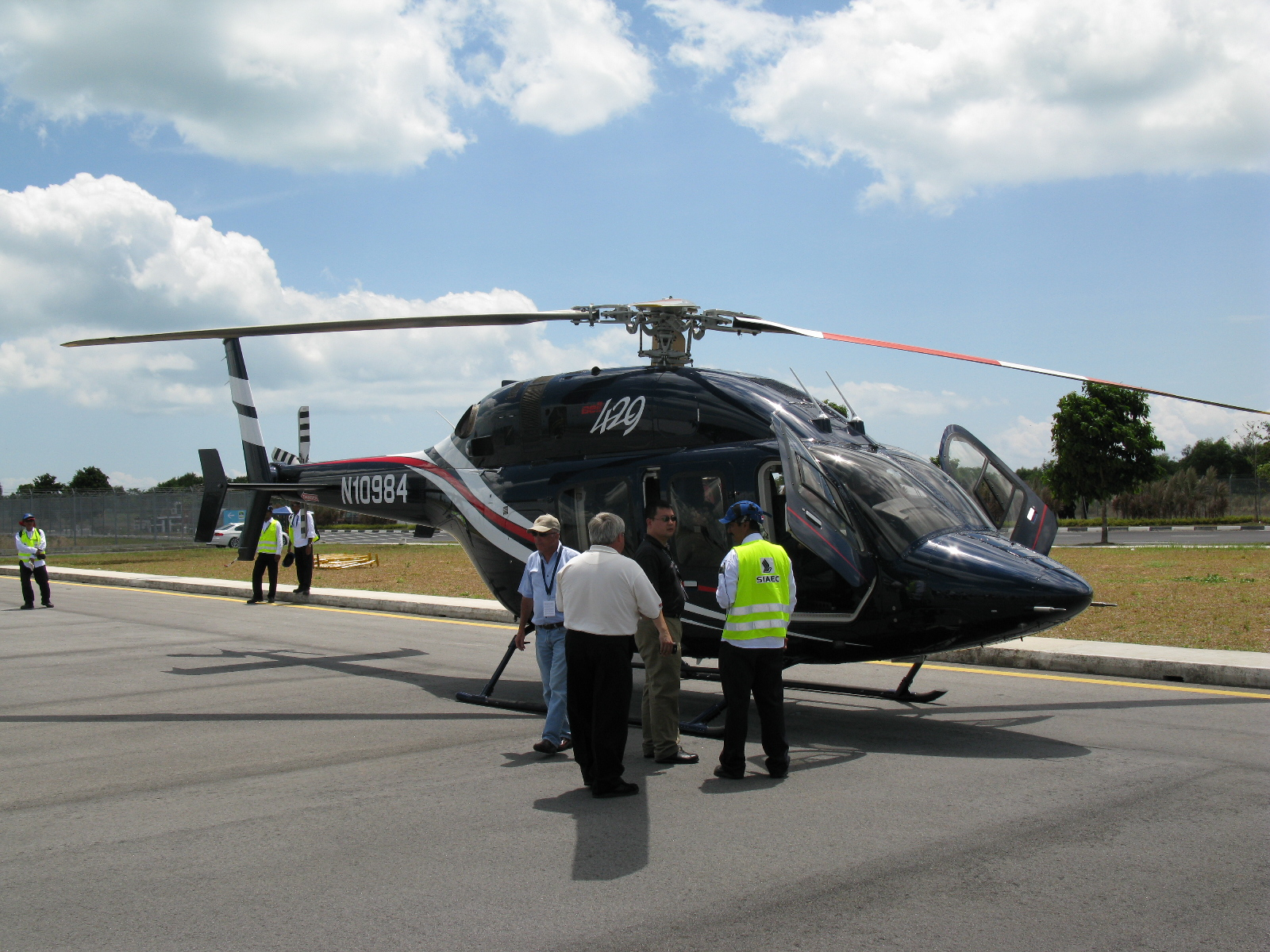
Bell 429 på Singapore Air Show 2010.